# Фульгенцій Руспійський
Фульгенцій Руспійський (лат. Fulgentius Ruspensis; 462 або 467 — 1 січня 533) — церковний та державний діяч, правник, письменник часів занепаду Римської імперії та розбудови королівства вандалів, святий католицької церкви (його день 1 січня).

## Життєпис
Походив з заможної аристократичної родини. Належав до католиків. Народився у Теліфті (провінція Бізацена). При народженні отримав ім'я Фабій Клавдій Гордіан Фульгенцій. Дід Фульгенція — сенатор Гордиан — через переслідування Гейзеріха був змушений емігрувати до Італії. Після його смерті двоє його синів, у тому числі батько Фульгенція — Клавдій, сподіваючись отримати спадок, повернулися до Африки. За розпорядженням короля вандалів їм було повернуто частину їх володінь в Бізацене. Проте невдовзі батько Фульгенція помирає. Під опікою матері вивчив латину й грецьку мову. Згодом здобув класичну освіту, навчався на правника. Після завершення навчання став адвокатом з сімейних справ. На цій посаді здобув велику повагу серед містян. Тому призначається прокуратором провінції Бізацена.
Близько 485 року прийшов до абата Фауста, який заснував у провінції монастир, бажаючи стати ченцем. Втім той, зважаючи на фізичну слабкість Фульгенція, зробив того спочатку лише послушником. Мати Фульгенція намагалася відрадити сина від постригу, але марно. Фульгенцій передав свої маєтки в управління матері, які з часом успадкував його молодший брат. Після того як став ченцем, Фульгенцій перебрався до сусіднього монастиря, де йому доручено господарські справи. У 499 році під час переслідування католиків з боку вандалів-аріан втік до Венерії (сучасне місто Ель-Кеф). Тут проповідував Нікейський символ віри, за що його було схоплено та піддано тортурам.
Після звільнення нам намір виїхати до Александрії Єгипетської, але у 500 році перебрався до Риму, де перебував деякий час. По поверненні до Африки започаткував тут монастир, ставши доволі шанованим. Тому король Тразамунд запропонував Фульгенцію посаду єпископа, втім той відмовився.
У 507 році Фульгенція умовили стати єпископом міста Руспе, але незабаром за антиаріанську пропаганду разом з 60 єпископами-католиками заслано до Сардинії. Тут їх рятував щорічною допомогою папа римський Симах. 515 року за наказом Тразамунда повернувся до Африки, де в Карфагені брав участь у диспуті з аріанами. Промови вплинули на короля вандалів й той залишив Фульгенція у Карфагені, але заборонив розповсюджувати в письмовій формі свої промови. У 520 році за наполяганням Аріана Тразамунд вдруге відправив Фульгенція до Сардинії.
У 523 році зі сходженням на трон Гільдеріка, прихильника католицизму, Фульгенцій отримав дозвіл повернутися до м. Руспе. Тут проповідував до кінця життя, знову повернувши вплив католицтва у Бізацені. Деякий час мешкав у монастирі Цицинія, наприкінці життя повернувся до Руспе, де помер 1 січня 533 року. Його мощі у 714 році перенесено до королівства франків, міста Бурж.

## Творчість
У його доробку численні полемічні твори проти аріан, монофізитів, семіпелагіан на захист вчення Святого Августина. Значним твором є короткий синтез теології «Про віру» (De fide). Збереглося також 8 його промов і 18 послань.
Про життя Фульгенція склав твір його учень Фульгенцій Ферандос.